# Stazione di Delft
La stazione di Delft è la principale stazione ferroviaria di Delft, Paesi Bassi.